# Olympiakos Syndesmos Filathlōn Peiraiōs 2018-2019 (pallacanestro maschile)
Questa voce raccoglie le informazioni riguardanti l'Olympiakos B.C. nelle competizioni ufficiali della stagione 2018-2019.

## Stagione
La stagione 2018-2019 dell'Olympiakos è la 65ª nel massimo campionato greco di pallacanestro, la Basket League.

## Roster
Aggiornato al 18 luglio 2018.
| Olympiakos 2018-19 | Olympiakos 2018-19 |
| Giocatori          | Staff tecnico      |
| ------------------ | ------------------ |

| N. | Naz.                                    | Ruolo | Nome                  | Anno | Alt.   | Peso   |  |
| -- | --------------------------------------- | ----- | --------------------- | ---- | ------ | ------ |  |
| 2  | Stati Uniti (bandiera)                  | P     | Brianté Weber         | 1992 | 188 cm | 75 kg  |  |
| 3  | Stati Uniti (bandiera)                  | P     | Nigel Williams-Goss   | 1994 | 190 cm | 88 kg  |  |
| 4  | Grecia (bandiera)                       | PG    | Vasilīs Toliopoulos   | 1996 | 188 cm | 86 kg  |  |
| 5  | Stati Uniti (bandiera)                  | P     | Will Cherry           | 1991 | 185 cm | 80 kg  |  |
| 6  | Francia (bandiera)                      | AP    | Axel Toupane          | 1992 | 201 cm | 95 kg  |  |
| 7  | Grecia (bandiera)                       | G     | Vasilīs Spanoulīs (C) | 1982 | 192 cm | 89 kg  |  |
| 10 | Lettonia (bandiera)                     | AP    | Jānis Timma           | 1992 | 201 cm | 102 kg |  |
| 11 | Serbia (bandiera)                       | C     | Nikola Milutinov      | 1994 | 212 cm | 116 kg |  |
| 13 | Lettonia (bandiera)                     | PG    | Jānis Strēlnieks      | 1989 | 191 cm | 84 kg  |  |
| 14 | Bulgaria (bandiera) · Grecia (bandiera) | AG    | Aleksandăr Vezenkov   | 1995 | 206 cm | 102 kg |  |
| 15 | Grecia (bandiera)                       | AG    | Giōrgos Printezīs     | 1985 | 206 cm | 105 kg |  |
| 16 | Grecia (bandiera)                       | AP    | Kōstas Papanikolaou   | 1990 | 203 cm | 107 kg |  |
| 17 | Grecia (bandiera)                       | G     | Vaggelīs Mantzarīs    | 1990 | 196 cm | 86 kg  |  |
| 18 | Grecia (bandiera)                       | AG    | Andreas Tsoumanis     | 2001 | 202 cm |        |  |
| 20 | Serbia (bandiera)                       | AC    | Aleksej Pokuševski    | 2001 | 211 cm | 90 kg  |  |
| 21 | Grecia (bandiera)                       | AC    | Dīmītrīs Agravanīs    | 1994 | 208 cm | 116 kg |  |
| 22 | Grecia (bandiera)                       | C     | Thomas Zevgaras       | 2001 | 205 cm |        |  |
| 25 | Grecia (bandiera)                       | PG    | Iosif Koloveros       | 2002 | 182 cm |        |  |
| 31 | Grecia (bandiera)                       | C     | Giōrgos Mpogrīs       | 1989 | 210 cm | 109 kg |  |
| 32 | Stati Uniti (bandiera)                  | AC    | Zach LeDay            | 1994 | 201 cm | 104 kg |  |

| Allenatore                                                                                     |
| - / David Blatt                                                                                |
| Assistente/i                                                                                   |
| - Giōrgos Dedas - Kęstutis Kemzūra Legenda - (C) Capitano - (IN) Inattivo - Infortunato Roster |

## Mercato

### Sessione estiva
| Acquisti | Acquisti            | Acquisti         | Acquisti   | Acquisti |
| R.       | Nome                | da               | Modalità   |          |
| -------- | ------------------- | ---------------- | ---------- | -------- |
| AP       | Jānis Timma         | Saski Baskonia   | definitivo |          |
| P        | Nigel Williams-Goss | Partizan         | definitivo |          |
| AG       | Aleksandăr Vezenkov | Barcellona       | definitivo |          |
| AC       | Zach LeDay          | Hap. Gilboa G.E. | definitivo |          |
| AP       | Axel Toupane        | Žalgiris Kaunas  | definitivo |          |

| Cessioni | Cessioni           | Cessioni         | Cessioni       | Cessioni |
| R.       | Nome               | a                | Modalità       |          |
| -------- | ------------------ | ---------------- | -------------- | -------- |
| AC       | Jamel McLean       | Lokomotiv Kuban' | rescissione    |          |
| P        | Bobby Brown        | CitiTeam Blazers | fine contratto |          |
| AG       | Iōannīs Papapetrou | Panathīnaïkos    | fine contratto |          |
| P        | Brian Roberts      | Málaga           | rescissione    |          |
| AG       | Kim Tillie         | Gran Canaria     | rescissione    |          |
| AG       | Kyle Wiltjer       | Málaga           | rescissione    |          |
| PG       | Nikos Arsenopoulos | Psichiko         | prestito       |          |

### Dopo l'inizio della stagione
| Acquisti | Acquisti      | Acquisti          | Acquisti        | Acquisti   |
| R.       | Nome          | da                | Data            | Modalità   |
| -------- | ------------- | ----------------- | --------------- | ---------- |
| P        | Brianté Weber | S. Falls Skyforce | 6 febbraio 2019 | definitivo |
| P        | Will Cherry   | S.C. Warriors     | 13 aprile 2019  | definitivo |

| Cessioni | Cessioni            | Cessioni       | Cessioni       | Cessioni    |
| R.       | Nome                | a              | Data           | Modalità    |
| -------- | ------------------- | -------------- | -------------- | ----------- |
| PG       | Vasilīs Toliopoulos | Aris Salonicco | 5 gennaio 2019 | rescissione |
| AP       | Jānis Timma         | Chimki         | 13 marzo 2019  | prestito    |
| P        | Brianté Weber       | Free agent     | 13 aprile 2019 | rescissione |
| AP       | Axel Toupane        | Free agent     | 13 aprile 2019 | rescissione |